# NGC 1988
NGC 1988 ist ein Stern im Sternbild Taurus, der sich in optischer Nähe zu Zeta Tauri befindet. Das Objekt wurde am 19. Oktober 1855 von Jean Chacornac entdeckt.